# قائمة أكثر المطارات ازدحاما في إندونيسيا
القائمة التالية عبارة عن قائمة بأكثر المطارات ازدحاما في إندونيسيا، وفقا لبيانات مجلس المطارات الدولي.